# Институт паразитологии ПАН
Институт паразитологии ПАН имени Витольда Стефаньского (пол. Instytut Parazytologii im. Witolda Stefańskiego PAN) — научно-исследовательский институт Польской академии наук. Институт находится в Варшаве на улице Тварда, 51/52. Назван именем польского паразитолога Витольда Стефаньского.

## История
В 1952 году по инициативе профессора Витольда Стефаньского был организован отдел паразитологии Польской академии наук. Задачей этого отдела стало изучение паразитов человека и животных в контексте воздействия на экономику и здравоохранение страны. В 1980 году отдел паразитологии был преобразован в Институт паразитологии Польской академии наук. В 1983 году институту было присвоено имя его основателя Витольда Стефаньского. В 1998 году институт приобрёл статус юридического лица.
В настоящее время в институте работают 42 учёных — 9 профессоров, 5 доцентов, 14 докторов наук, 6 ассистентов и 8 человек техническо-инженерного персонала. Директором института является профессор Владислав Ян Цабай.
Институт издаёт научный журнал Acta Parasitologica.

## Структура
Институт разделён на три отдела, в каждом из которых работают три лаборатории:
- Отдел биологического разнообразия паразитов
  - Лаборатория биологии развития и воспроизводства
  - Лаборатория биологии, систематики и зоогеографии гельминтов
  - Лаборатория одноклеточных паразитов
- Отдел молекулярной биологии
  - Лаборатория биохимии
  - Лаборатория физиологии
  - Лаборатория молекулярной паразитологии
- Отделение патологии и эпизоотологии
  - Лаборатория паразитов домашних животных
  - Лаборатория паразитов диких животных
  - Лаборатория патофизиологии